# Super-GAU (Comic)
Super-GAU ist ein Comic von Bea Davies. In der episodenhaften Geschichte erzählt sie vor dem Hintergrund der Nuklearkatastrophe von Fukushima von Menschen in Berlin. Super-GAU spielt fast vollständig am 11. März 2011, dem Tag des Unglücks. Die Alltagsgeschichten der acht zentralen Figuren sind auf unterschiedliche Arten miteinander verwoben. Super-GAU erschien am 25. Februar 2025 beim Carlsen Verlag und wurde von Kritikern meist positiv besprochen.

## Inhalt
Vor dem Hintergrund der Nuklearkatastrophe von Fukushima im Jahr 2011 erzählt Davies in ihrem episodenhaften Comic von acht Menschen in Berlin und Sendai, deren Schicksale mal mehr, mal weniger stark miteinander verbunden sind. Davies zeigt den Alltag der Figuren, etwa in der eigenen Wohnung oder bei einem Spaziergang durch die Stadt, der sich immer wieder überschneidet. Die Handlung beschränkt sich größtenteils auf den 11. März 2011 und beginnt mit einem Prolog in Japan. An diesem Tag ereignete sich das Tōhoku-Erdbeben, ein Seebeben, das einen Tsunami auslöste und unter anderem das an der Küste von Fukushima errichtete Kernkraftwerk beschädigte. Die Flutwelle rollt bereits auf die Küste von Sendai zu – die Tsunamiwarnung kam für die Anwohner zu spät – und die Menschen versuchen sich verängstigt in Sicherheit zu bringen. Man sieht einen Mann mittleren Alters, der sich stattdessen in eine Telefonzelle begibt, eine Nummer mit der internationalen Telefonvorwahl von Deutschland wählt und verzweifelt versucht, eine Verbindung herzustellen.
Anschließend wechselt der Handlungsort nach Deutschland beziehungsweise Berlin. Der 11. März ist der Geburtstag der Hauptfigur Lea; sie wird 18 Jahre alt. Lea wächst bei ihrem Großvater im Berliner Stadtteil Kreuzberg auf und hat nur wenige Erinnerungen an ihre Mutter, die sie als Kind verlassen hat und spurlos aus ihrem Leben verschwand. Eine alkoholkranke Flaschensammlerin, die sich immer noch im gleichen Viertel herumtreibt, stellt sich später als Leas Mutter heraus, was Lea allerdings nicht erfährt. Mit einem Freund, Quang, denkt sie noch darüber nach, ob sie ihre Mutter jemals wieder finden wird. Lea arbeitet in einer Notunterkunft für Obdachlose und gibt dort Essen aus, kümmert sich um Neuankömmlinge, schlichtet Streitereien zwischen den Besuchern oder man schaut sich gemeinsam die Nachrichten zur Katastrophe in Japan an. In der Unterkunft trifft sie unter anderem den jungen Radoslav. Er spricht so gut wie kein Wort, ist stark verstört – er hat beispielsweise panische Angst vorm Schlafen – und seine dürftig bandagierten Hände sind durch Erfrierungen stark verletzt. Wenn Radoslav nicht in der Notunterkunft schläft, versteckt er sich auf einer Baustelle in der Nähe des Spreeufers. Der japanischstämmige Alp arbeitet dort als Nachtwächter, doch anstatt Radoslav zu verscheuchen, versucht er ihm zu helfen und stellt ihm Essen hin. Aufgrund seiner Angststörungen versucht er allerdings, Alp aus dem Weg zu gehen.
Alp ist mit dem Schriftsteller Nacho befreundet, der eigentlich Ignazio heißt. Der eher nachdenkliche und deprimierte Nacho hatte sich fürs Schreiben zwei Jahre lang nahezu vollständig zurückgezogen und nimmt nach längerer Zeit wieder Kontakt mit Alp auf, um sich in einem Café zu treffen. Nacho ist der Ex-Freund von Josie, einer Sozialarbeiterin in Kreuzberg, die sich auch um Lea kümmert beziehungsweise mit Leas Volljährigkeit nicht mehr für sie verantwortlich ist. Im Laufe des Tages unterhält sie sich nicht nur mit Lea über deren Zukunft, sondern begegnet auch Nacho. Deren Gespräche verlaufen nicht immer reibungslos, trotzdem kommen sich die beiden wieder näher und werden später erneut ein Paar. Als alleinerziehende Mutter kümmert sich Josie um ihren achtjährigen Sohn Riku und seine jüngere Schwester Alina. Im Epilog der Geschichte, der 2025 in Sendai spielt, reist der erwachsene Riku nach Japan, um sich von seinem Vater zu verabschieden. Dort steht eine Telefonzelle, von der behauptet wird, man könne mit ihrer Hilfe Verstorbenen eine Nachricht übermitteln. Rikus Vater stellt sich als der Mann heraus, der am Anfang von Super-GAU versucht hat, zu telefonieren.

## Entstehung und Stil
Am 11. März 2011 befand sich Davies in Kolumbien und verfolgte die Ereignisse in Japan per Livestreaming. Die „schwarze Wassermasse […] aus Häusern, Autos, Erde und allem, was es mit sich genommen hat“ habe sie nicht vergessen können. Die Katastrophe beschäftigte Davies jahrelang und mündete schließlich in Super-GAU. Ihr Comic sei das Ergebnis von „vielen Jahren Leben, Erfahrungen und Trial and Error“. Mit den zugrunde liegenden Themen wie zum Beispiel Einsamkeit, Empathie, Gemeinschaft oder Zugehörigkeit beschäftige sich Davies schon, seitdem sie ab 2012 in Berlin lebt. Sie war unter anderem über die große Anzahl obdachloser Menschen in der Stadt schockiert. Manche der Geschichten in Super-GAU habe sie selbst erlebt und einige Figuren seien tatsächlichen Menschen nachempfunden. Davies hat selbst für einige Zeit in einer Einrichtung für Obdachlose ehrenamtlich gearbeitet und zeichnete Beiträge für die Berliner Straßenzeitung strassenfeger unter anderem zum Thema Obdachlosigkeit und Menschenwürde.
Davies zeichnet ihren realistischen Stil, der an Aquarell-Bilder erinnert, mit fließendem Strich. Die eher luftig wirkenden Illustrationen sind in Grau, Schwarz und Weiß gehalten. Neben westlichen Einflüssen lassen sich auch stilistische Bezüge zu Manga erkennen. Um die Gesichter ihrer Charaktere besser aus unterschiedlichen Blickwinkeln darstellen zu können, fertigte Davies Tonmodelle der Köpfe als Zeichenvorlage an. Das Seitenlayout folgt keinem festen Schema. Davies variiert beispielsweise die Anordnung der Panels oder verwendet bei manchen Panels feste Rahmen, bei anderen nicht. Insgesamt setzt sie Text und Dialoge eher sparsam ein oder verzichtet sogar vollständig darauf und erzählt die Geschichte nur mit Hilfe der Bilder. An manchen Stellen verwendet sie aber auch viel Text und Dialoge. Immer wieder wechselt Davies die Erzählebenen und rückt unterschiedliche Figuren in den Mittelpunkt, auch um zu zeigen, wie die Alltagsgeschichten der Charaktere miteinander verbunden sind. Zunächst erscheinen die Geschichten wie unabhängige Episoden, überschneiden sich im Verlauf der Handlung aber zunehmend miteinander, sodass Zusammenhänge erst Stück für Stück erkennbar werden.
Trotz des Titels Super-GAU wird die Nuklearkatastrophe von Fukushima kaum thematisiert und Bezüge zur Handlung des Comics sind eher indirekter Natur. Die Katastrophe, repräsentiert durch Sendai, bildet den Rahmen für Alltagsgeschichten, die etwa 10.000 km weit weg in Berlin spielen. Über einzelne Figuren stellt Davies eine Verbindung auf persönlicher Ebene zwischen den zwei Städten Berlin und Sendai her. Im Prolog von Super-GAU wird das drohende Unheil anhand der ankommenden Flutwelle veranschaulicht. Allerdings ist nicht zu sehen, wie die Welle auf die Küste trifft, stattdessen bleibt die folgende Seite komplett schwarz. In der eigentlichen Geschichte, die bis auf Prolog und Epilog in Kreuzberg spielt, finden sich regelmäßig Szenen mit Nachrichten, Fernsehberichten oder Radiosendungen, die die aktuelle Lage der Katastrophe zeigen.

## Veröffentlichung
Super-GAU erschien am 25. Februar 2025 als Hardcover beim Carlsen Verlag.

## Kritiken
Laut Mathias Heller beim Norddeutschen Rundfunk ist Super-GAU „nicht nur intelligent gemacht, sondern auch in [den] Schwarz-Weiß-Zeichnungen großartig gelöst“. Der Comic wolle nichts und schaffe doch so viel, „weil es das Leben zeigt - mit all seinen Tiefschlägen und plötzlichen Veränderungen, Überraschungen und Enttäuschungen“. Zwar sei die Grundidee nicht neu, doch falle das hervorragende Ergebnis „eindrucksvoll, leicht und dennoch mit ungeheurer erzählerischer Tiefe“ aus.
In den vergangenen Jahren habe sich Davies bereits mit mehreren Veröffentlichungen als eine der „handwerklich herausragenden Zeichnerinnen der deutschen Comicszene etabliert“, mit Super-GAU habe sie „ihr visuelles Repertoire nun noch einmal entscheidend erweitert“. Weiter hält Lars von Thörne im Tagesspiegel fest, dass insbesondere ihre „prägnante Figurenzeichnung […] mit ihrer zarten und zugleich sehr dynamischen Linienführung“ an Will Eisner und Craig Thompson erinnert. Es ließen sich aber auch Einflüsse von Mangaka wie Inio Asano, Naoki Urasawa oder Jiro Taniguchi erkennen. Die Stilmischung reflektiere auch den multikulturellen Hintergrund mehrerer Figuren. Im Fokus des Comics würden „vor allem das urbane Leben in Berlin und die Beziehungen, die Menschen in der Großstadt miteinander verbinden“ stehen. In vielen Szenen spiele die Umgebung der Stadt die eigentliche Hauptrolle, die sich größtenteils zwischen Landwehrkanal und dem Kiez um die Wohnanlage „Zentrum Kreuzberg“ verorten lasse.
Katja Maria Engel hält bei Spektrum der Wissenschaft fest, dass Davies eine „einfühlsame Graphic Novel über Armut und Hoffnung, Vergebung und über die Verbundenheit von Menschen gelungen ist“. Sie zeige auf „berührende Weise, wie sich globale Katastrophen auch auf das Leben von Menschen auswirken, die weit entfernt […] leben“. Der Titel Super-GAU sei etwas verwirrend, weil das Unglück in Fukushima nur den Handlungsrahmen bilde, dementsprechend könne es grundlegend „auch eine andere globale Katastrophe sein, deren Auswirkungen das Leben von Menschen auf der ganzen Welt betreffen“. Davies mache allerdings „erlebbar, dass die Folgen von Katastrophen […] weit über die Ökologie hinausgehen“.
In Super-GAU widme Davies erneut „besondere Aufmerksamkeit den Menschen am Rand der Gesellschaft, beschreibt kurze Momente der Fürsorge und des Miteinanders“, so Eva-Christina Meier für Die Tageszeitung. Ihre Figuren kämpften alle auf ihre Weise „um eine fragile Balance in einem herausfordernden Leben“. Mit Blick auf die globale Katastrophe rücke Davies das „menschliche Handeln und Sein in den Mittelpunkt – und erscheint damit aktueller denn je“. Ein besonderes dynamisches Narrativ zeige der Comic „vor allem mit seiner szenischen Dramaturgie aus überraschenden Bildsequenzen, -ausschnitten und -formaten“. Wie die Figuren und deren Geschichte tatsächlich miteinander verbunden sind, erschließe sich erst durch „aufmerksames Betrachten und Kombinieren, beim Vor- und Zurückblättern der […] Seiten“. Davies würde die unterschiedlichen Handlungsstränge „meisterhaft“ entwickeln, wo sich die Wege in der anonymen Großstadt der „überzeugend wirkenden Charaktere [f]lüchtig oder bewusst kreuzen“.